# DDR-Fußball-Oberliga 1973/74
Die DDR-Oberliga 1973/74 war die 25. Auflage der höchsten Spielklasse der DDR. Meister wurde zum zweiten Mal der 1. FC Magdeburg. Die Saison begann am 18. August 1973 und endete am 6. April 1974. Im Anschluss traten alle Oberligisten noch einmal innerhalb der DFV-Toto-Sonderrunde an.

## Vor der Saison
Durch den Aufstieg der BSG Energie Cottbus war der Bezirk Cottbus erstmals seit dem Abstieg des SC Aktivist Brieske-Senftenberg 1963 wieder in der Oberliga vertreten. In gewisser Weise bedeutete Cottbus’ Aufstieg eine Rückkehr von Aktivist, da der Sportclub mit dem Beginn der Saison 1963/64 in den SC Cottbus integriert worden war, aus dem 1966 die BSG Energie Cottbus ausgegliedert wurde.

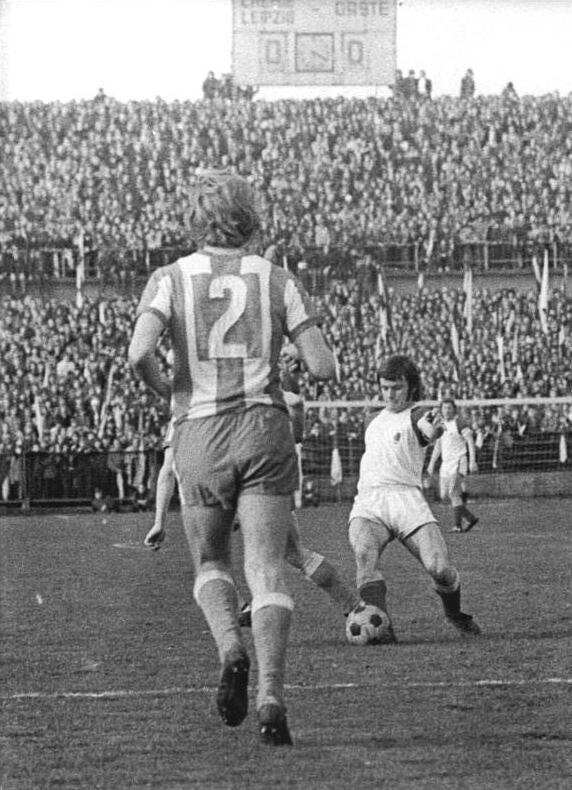
Entscheidung im Abstiegskampf: Chemie Leipzig verliert zuhause gegen Rot-Weiß Erfurt am 25. Spieltag.

## Saisonverlauf
In der Anfangsphase der Saison dominierte überraschend die Elf von Sachsenring Zwickau um Auswahltorwart Jürgen Croy. Die Zwickauer gewannen die ersten fünf Spiele und wurden erst am siebenten Spieltag nach einer Niederlage in Magdeburg durch den FC Carl Zeiss Jena an der Tabellenspitze abgelöst. Auf Tuchfühlung blieb neben Zwickau vor allem der 1. FC Magdeburg, während Titelverteidiger Dresden einen schwächeren Saisonstart hatte (ausgeglichene Punktbilanz nach acht Spielen). In der Schlussphase der ersten Halbserie übernahm Magdeburg durch den Heimsieg gegen Jena kurzzeitig die Tabellenführung, gab sie eine Woche später durch eine klare Heimniederlage gegen die aufkommenden Dresdener wieder an Jena ab. Da Magdeburg auch noch in Frankfurt verlor, hatte Jena nach der Hinserie zwei Punkte Vorsprung. Zwickau ging als Tabellendritter in die Winterpause.
Mit Beginn der Rückrunde vergrößerte Carl Zeiss Jena den Vorsprung zunächst, als Verfolger kamen vor allem der FC Magdeburg und Dynamo Dresden in Frage. Im Verlauf der zweiten Halbserie holte der FC Vorwärts Frankfurt noch stark auf. 
Die Spitzengruppe rückte in den nächsten Wochen enger zusammen. Jena blieb zunächst vorn, war aber nach der 21. (mit Dresden) und nach der 22. Runde (mit Magdeburg) jeweils mit einem Konkurrenten punktgleich. Drei Runden vor Schluss hatte Jena wieder einen Punkt Vorsprung, während Magdeburg und Dresden untereinander gleichauf lagen. Es standen jedoch noch alle drei internen Duelle der Spitzenclubs aus. Dabei hatte Magdeburg mit zwei Auswärtsspielen eigentlich die schlechteste Ausgangsposition. Magdeburg gewann zunächst 2:1 in Jena, wodurch beide Verfolger an den Thüringern vorbeizogen. Für Jena war das 1:2 gegen Magdeburg die erste Heimniederlage seit der Saison 1968/1969. Vorentscheidend war dann der Sieg des FCM in Dresden, wonach man zwei Punkte Vorsprung hatte. Da Jena in Rostock unterlag, schloss sogar Frankfurt nach Punkten zu Carl Zeiss auf. Am letzten Spieltag spielten diese vier Klubs untereinander. Magdeburg bezwang Frankfurt und sicherte die Meisterschaft ab, während Jena durch einen Sieg über Dresden Zweiter wurde. Für den FC Vorwärts war Platz vier die beste Platzierung seit dem Umzug nach Frankfurt (Oder).
Auf den Medaillenrängen landeten die gleichen Mannschaften wie im Vorjahr, aber Dresden und Magdeburg tauschten die Plätze, womit der 1. FC Magdeburg seine zweite Meisterschaft gewann. Jena blieb erneut nur die Vizemeisterschaft. 
Nach 17 Runden lagen im Tabellenkeller Chemie Leipzig, Stahl Riesa, Rot-Weiß Erfurt und Energie Cottbus nur um einen Punkt getrennt. Aus den verbleibenden neun Spielen holte Cottbus jedoch nur noch einen Punkt. Riesa und Erfurt kamen hingegen in dieser Phase noch auf elf bzw. zehn weitere Punkte und setzten sich deutlich ab. Chemie Leipzig holte nur noch fünf Zähler. Nach einer 0:1-Heimniederlage gegen den direkten Konkurrenten Rot-Weiß Erfurt am vorletzten Spieltag stand der zweite Abstieg in der Geschichte der Leutzscher endgültig fest.

## Abschlusstabelle
| Pl. | Verein                   | Sp. | S  | U  | N  | Tore    | Diff. | Punkte |
| --- | ------------------------ | --- | -- | -- | -- | ------- | ----- | ------ |
| 1.  | 1. FC Magdeburg (P)      | 26  | 16 | 7  | 3  | 050:270 | +23   | 39:13  |
| 2.  | FC Carl Zeiss Jena       | 26  | 16 | 4  | 6  | 055:260 | +29   | 36:16  |
| 3.  | SG Dynamo Dresden (M)    | 26  | 15 | 5  | 6  | 055:400 | +15   | 35:17  |
| 4.  | FC Vorwärts Frankfurt    | 26  | 13 | 8  | 5  | 048:270 | +21   | 34:18  |
| 5.  | 1. FC Lokomotive Leipzig | 26  | 11 | 8  | 7  | 049:350 | +14   | 30:22  |
| 6.  | Berliner FC Dynamo       | 26  | 12 | 3  | 11 | 042:410 | +1    | 27:25  |
| 7.  | FC Hansa Rostock         | 26  | 10 | 5  | 11 | 037:350 | +2    | 25:27  |
| 8.  | BSG Sachsenring Zwickau  | 26  | 10 | 5  | 11 | 037:410 | −4    | 25:27  |
| 9.  | FC Karl-Marx-Stadt       | 26  | 7  | 10 | 9  | 042:460 | −4    | 24:28  |
| 10. | BSG Wismut Aue           | 26  | 7  | 8  | 11 | 029:380 | −9    | 22:30  |
| 11. | BSG Stahl Riesa (N) *    | 26  | 7  | 9  | 10 | 025:420 | −17   | 21:31  |
| 12. | FC Rot-Weiß Erfurt       | 26  | 5  | 9  | 12 | 027:390 | −12   | 19:33  |
| 13. | BSG Chemie Leipzig       | 26  | 3  | 9  | 14 | 022:390 | −17   | 15:37  |
| 14. | BSG Energie Cottbus (N)  | 26  | 1  | 8  | 17 | 016:580 | −42   | 10:42  |

| (M) | Meister der letzten Saison     |
| (P) | Pokalsieger der letzten Saison |
| (N) | Aufsteiger der letzten Saison  |

| Aufsteiger aus der DDR-Liga 1973/74: Hallescher FC Chemie, ASG Vorwärts Stralsund |

## Kreuztabelle
Die Kreuztabelle stellt die Ergebnisse aller Spiele dieser Saison dar. Die Heimmannschaft ist in der linken Spalte aufgelistet und die Gastmannschaft in der obersten Reihe.
| 1973/74 | 1973/74                  | 1. FC Magdeburg | FC Carl Zeiss Jena | SG Dynamo Dresden | FC Vorwärts Frankfurt |     | Berliner FC Dynamo | F.C. Hansa Rostock | BSG Sachsenring Zwickau | FC Karl-Marx-Stadt | BSG Wismut Aue | BSG Stahl Riesa | FC Rot-Weiß Erfurt | BSG Chemie Leipzig | BSG Energie Cottbus |
| 1.      | 1. FC Magdeburg          |                 | 3:0                | 0:3               | 3:2                   | 0:0 | 3:0                | 3:1                | 4:1                     | 0:1                | 2:1            | 0:0             | 2:2                | 1:0                | 1:0                 |
| 2.      | FC Carl Zeiss Jena       | 1:2             |                    | 3:0               | 1:0                   | 2:2 | 4:0                | 2:1                | 5:1                     | 6:1                | 3:2            | 3:0             | 2:1                | 5:1                | 3:0                 |
| 3.      | SG Dynamo Dresden        | 0:1             | 1:3                |                   | 1:1                   | 1:0 | 3:1                | 2:1                | 1:0                     | 2:1                | 2:2            | 5:2             | 1:0                | 2:2                | 7:0                 |
| 4.      | FC Vorwärts Frankfurt    | 4:3             | 0:0                | 2:3               |                       | 1:1 | 1:0                | 1:2                | 1:1                     | 1:0                | 3:1            | 0:0             | 5:0                | 4:1                | 1:0                 |
| 5.      | 1. FC Lokomotive Leipzig | 1:2             | 2:0                | 2:3               | 3:0                   |     | 4:3                | 3:2                | 2:0                     | 3:2                | 3:2            | 2:2             | 1:1                | 2:0                | 1:0                 |
| 6.      | Berliner FC Dynamo       | 3:3             | 0:2                | 3:0               | 2:4                   | 2:1 |                    | 0:2                | 4:1                     | 2:1                | 1:0            | 4:1             | 3:0                | 3:0                | 5:0                 |
| 7.      | FC Hansa Rostock         | 2:2             | 3:1                | 2:0               | 0:2                   | 1:5 | 5:0                |                    | 3:2                     | 1:1                | 1:0            | 0:0             | 3:0                | 0:1                | 3:0                 |
| 8.      | BSG Sachsenring Zwickau  | 1:3             | 2:1                | 3:0               | 0:3                   | 2:2 | 2:0                | 2:0                |                         | 1:1                | 1:2            | 0:2             | 0:0                | 2:1                | 3:1                 |
| 9.      | FC Karl-Marx-Stadt       | 0:2             | 2:2                | 4:4               | 1:3                   | 3:0 | 2:1                | 4:2                | 1:1                     |                    | 4:1            | 3:3             | 2:1                | 3:1                | 0:0                 |
| 10.     | BSG Wismut Aue           | 1:1             | 0:0                | 2:2               | 1:4                   | 2:0 | 1:1                | 2:0                | 0:2                     | 1:1                |                | 2:0             | 0:0                | 2:0                | 2:1                 |
| 11.     | BSG Stahl Riesa          | 1:1             | 2:1                | 0:4               | 1:1                   | 1:1 | 0:1                | 0:2                | 2:1                     | 2:0                | 2:0            |                 | 1:0                | 0:0                | 1:2                 |
| 12.     | FC Rot-Weiß Erfurt       | 1:2             | 0:3                | 4:5               | 0:0                   | 3:1 | 0:1                | 0:0                | 0:3                     | 3:1                | 3:0            | 4:0             |                    | 1:1                | 1:1                 |
| 13.     | BSG Chemie Leipzig       | 1:2             | 0:1                | 0:1               | 1:1                   | 0:0 | 0:1                | 2:0                | 1:2                     | 2:2                | 0:0            | 4:0             | 0:1                |                    | 3:3                 |
| 14.     | BSG Energie Cottbus      | 0:4             | 0:1                | 1:2               | 1:3                   | 0:7 | 1:1                | 0:0                | 1:3                     | 1:1                | 1:2            | 1:2             | 1:1                | 0:0                |                     |

## Statistik

### Meistermannschaft
| 1. FC Magdeburg |
| --- |
| Ulrich Schulze (26 Spiele / Tore -) Manfred Zapf (23/1) Detlef Enge (14/-), Wolfgang Abraham (18/2), Klaus Decker (26/-) Jürgen Pommerenke (26/8), Wolfgang Seguin (26/3), Axel Tyll (26/3) Siegmund Mewes (16/4), Jürgen Sparwasser (24/12), Martin Hoffmann (23/9) Trainer: Heinz Krügel |
| außerdem: Hans-Jürgen Hermann (21/5), Jürgen Achtel (8/-), Helmut Gaube (8/-), Detlef Raugust (7/2), Wolfgang Steinbach (6/-), Bodo Sommer (5/-), Norbert Pysall (4/-), Jörg Ohm (3/-), Peter Kohde (1/-)                                                                                  |

### Tore
In den 182 Punktspielen fielen 534 Tore, im Schnitt 2,93 pro Spiel. Das torreichste Spiel mit neun Treffern war Rot-Weiß Erfurt – Dynamo Dresden mit 4:5 am 20. Spieltag. Die höchsten Siege waren jeweils ein 7:0 gegen Energie Cottbus von Lokomotive Leipzig (achter Spieltag in Cottbus) und Dynamo Dresden (23. Spieltag in Dresden).
Hans-Bert Matoul von Lokomotive Leipzig wurde zum ersten Mal Torschützenkönig der Oberliga. Er befand sich zu diesem Zeitpunkt auf dem Höhepunkt seiner Karriere, beendete aber darauf auf familiären Gründen seine Karriere im höherklassigen Fußball. Der Torschützenkönig der letzten drei Jahre Hans-Jürgen Kreische wurde in dieser Spielzeit von Verletzungen zurückgeworfen.

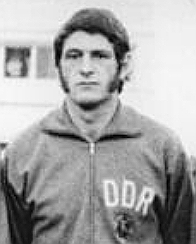
Torschützenkönig 1973/74:
Hans-Bert Matoul

|    | Spieler           | Mannschaft               | Tore |
| -- | ----------------- | ------------------------ | ---- |
| 1. | Hans-Bert Matoul  | 1. FC Lokomotive Leipzig | 20   |
| 2. | Joachim Streich   | FC Hansa Rostock         | 14   |
| 3. | Jürgen Sparwasser | 1. FC Magdeburg          | 12   |
| 4. | Peter Kotte       | SG Dynamo Dresden        | 12   |
| 5. | Heinz Dietzsch    | BSG Sachsenring Zwickau  | 11   |

### Zuschauer
Insgesamt sahen 2.161.500 Zuschauer die 182 Oberligaspiele, das ergibt einen Schnitt von 11.876 Zuschauern pro Spiel. Zum fünften Mal in Folge hatte Dresden den höchsten Zuschauerschnitt (27.231). Dahinter lag der Meister aus Magdeburg mit 16.154. Der Tabellenvierte Vorwärts Frankfurt dagegen zog im Schnitt nur 5.538 Zuschauer im Schnitt an und lag damit wie schon in den Vorjahren am Ende der Zuschauertabelle hinter Stahl Riesa (7.000) und dem BFC Dynamo (7.538).

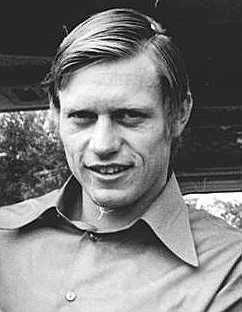
Fußballer des Jahres 1974:
Bernd Bransch

| Mannschaft               | {\displaystyle \varnothing } Zuschauer |
| ------------------------ | -------------------------------------- |
| BSG Wismut Aue           | 8.231                                  |
| Berliner FC Dynamo       | 7.538                                  |
| BSG Energie Cottbus      | 8.692                                  |
| SG Dynamo Dresden        | 27.231                                 |
| FC Rot Weiß Erfurt       | 11.231                                 |
| FC Vorwärts Frankfurt    | 5.538                                  |
| FC Carl Zeiss Jena       | 9.615                                  |
| FC Karl-Marx-Stadt       | 13.846                                 |
| BSG Chemie Leipzig       | 12.462                                 |
| 1. FC Lokomotive Leipzig | 11.885                                 |
| 1. FC Magdeburg          | 16.154                                 |
| BSG Stahl Riesa          | 7.000                                  |
| FC Hansa Rostock         | 13.692                                 |
| BSG Sachsenring Zwickau  | 9.462                                  |

## Fußballer des Jahres
Nach der Saison wurde Bernd Bransch vom FC Carl Zeiss Jena zum zweiten Mal nach 1968 als Fußballer des Jahres 1974 ausgezeichnet. Bransch errang mit Jena in dieser Saison den Vize-Meistertitel und Pokalsieg. Außerdem wurde er als Kapitän der Fußballnationalmannschaft der DDR bei der Fußball-Weltmeisterschaft 1974 in allen Spielen eingesetzt.
|    | Spieler           | Mannschaft              |
| -- | ----------------- | ----------------------- |
| 1. | Bernd Bransch     | FC Carl Zeiss Jena      |
| 2. | Jürgen Sparwasser | 1. FC Magdeburg         |
| 3. | Jürgen Croy       | BSG Sachsenring Zwickau |

## FDGB-Pokal
Der FDGB-Pokal wurde in dieser Spielzeit von Carl Zeiss Jena gewonnen. Jena gewann seinen dritten Pokaltitel im Finale gegen den Vorjahresmeister Dresden. Der Titelverteidiger aus Magdeburg schied im Viertelfinale aus.

## Internationale Wettbewerbe
Die Europapokalsaison 1973/74 brachte für den DDR-Fußball den größten Erfolg im internationalen Klubfußball aller Zeiten. Der 1. FC Magdeburg schaffte es im Europapokal der Pokalsieger bis ins Finale und traf dort auf den Titelverteidiger AC Mailand. Mit einem 2:0-Sieg gewann Magdeburg den Cup. Aber auch in den anderen Wettbewerben konnten die DDR-Teilnehmer beeindrucken. Dynamo Dresden setzte sich in der ersten Runde des Europapokals der Landesmeister gegen Juventus Turin durch (2:0 im Hin- und 2:3 im Rückspiel) und schied gegen den späteren Cup-Gewinner FC Bayern München nur äußerst knapp aus (3:4 und 3:3). Im UEFA-Pokal kam es ebenfalls zum Duell DDR gegen Italien. Und auch hier blieb der ostdeutsche Vertreter der Sieger, denn Lokomotive Leipzig setzte sich in der ersten Runde gegen den AC Turin durch. Im weiteren Verlauf des Wettbewerbs besiegte Leipzig weitere namhafte Gegner (nacheinander Wolverhampton Wanderers, Fortuna Düsseldorf und Ipswich Town), bevor man im Halbfinale gegen Tottenham Hotspur ausschied. Der zweite DDR-Teilnehmer Carl Zeiss Jena hatte weniger Erfolg und schied in der zweiten Runde gegen Ruch Chorzów aus. Auf eine Teilnahme am Intertoto-Cup 1973 verzichtete die DDR erneut.